# Ginástica artística nos Jogos Pan-Americanos de 2011 - Individual geral masculino
A competição do individual geral masculino foi um dos eventos da ginástica artística nos Jogos Pan-Americanos de 2011. Foi disputada no Complexo Nissan de Ginástica no dia 26 de outubro.

## Calendário
Horário local (UTC-6).
| Data          | Horário | Fase            |
| ------------- | ------- | --------------- |
| 26 de outubro | 17:30   | Rotação 1       |
| 26 de outubro | 17:50   | Rotação 2       |
| 26 de outubro | 18:10   | Rotação 3       |
| 26 de outubro | 18:30   | Rotação 4       |
| 26 de outubro | 18:50   | Rotação 5       |
| 26 de outubro | 19:10   | Rotação 6 Final |

## Medalhistas
| Ouro   | COL Jossimar Calvo     |
| Prata  | COL Jorge Hugo Giraldo |
| Bronze | CHI Tomás González     |

## Resultados

### Qualificação
Um máximo de dois ginastas por país puderam se classificar a final, podendo haver substituição se requerido pela delegação.
| Pos. | Ginasta              | País               | Total  | Obs. |
| ---- | -------------------- | ------------------ | ------ | ---- |
| 1    | Sérgio Sasaki        | BRA Brasil         | 87.700 | Q    |
| 2    | Jorge Hugo Giraldo   | COL Colômbia       | 86.550 | Q    |
| 3    | Luis Vargas          | PUR Porto Rico     | 86.500 | Q    |
| 4    | Tomás González       | CHI Chile          | 86.450 | Q    |
| 5    | Luis Rivera          | PUR Porto Rico     | 85.850 | Q    |
| 6    | Jossimar Calvo       | COL Colômbia       | 85.350 | Q    |
| 7    | Hugh Smith           | CAN Canadá         | 84.700 | Q    |
| 8    | Petrix Barbosa       | BRA Brasil         | 84.050 | Q    |
| 9    | Christopher Maestas  | USA Estados Unidos | 83.550 | Q    |
| 10   | Anderson Loran       | CAN Canadá         | 83.000 | Q    |
| 11   | Federico Molinari    | ARG Argentina      | 82.850 | Q    |
| 12   | Javier Cervantes     | MEX México         | 82.450 | Q    |
| 13   | Luis Alberto Sosa    | MEX México         | 81.450 | Q    |
| 14   | Nicolás Córdoba      | ARG Argentina      | 81.350 | Q    |
| 15   | Brandon Wynn         | USA Estados Unidos | 80.650 | Q    |
| 16   | Carlos Campaña       | CUB Cuba           | 80.450 | Q    |
| 17   | Adickxon Trejo       | VEN Venezuela      | 80.350 | Q    |
| 18   | Mynor Juárez         | GUA Guatemala      | 77.800 | Q    |
| 19   | Ernesto Vila         | CUB Cuba           | 77.750 | Q    |
| 20   | Óscar Cañas Figueroa | ESA El Salvador    | 75.650 | Q    |
| 21   | Byron López          | ECU Equador        | 74.600 | Q    |
| 22   | Boris Merchán        | ECU Equador        | 73.700 | Q    |
| 23   | Tarik Soto Byfield   | CRC Costa Rica     | 72.550 | Q    |
| 24   | José Carlos Quilla   | PER Peru           | 70.800 | Q    |

### Final
| Pos.              | Ginasta                  | Solo   | Cavalo com alças | Argolas | Salto sobre a mesa | Barras paralelas | Barra fixa | Total  |
| ----------------- | ------------------------ | ------ | ---------------- | ------- | ------------------ | ---------------- | ---------- | ------ |
| Medalha de ouro   | COL Jossimar Calvo       | 15.000 | 13.900           | 13.200  | 15.550             | 14.600           | 14.150     | 86.400 |
| Medalha de prata  | COL Jorge Hugo Giraldo   | 13.350 | 14.050           | 14.700  | 15.500             | 14.250           | 14.350     | 86.200 |
| Medalha de bronze | CHI Tomás González       | 15.050 | 13.250           | 14.200  | 15.450             | 14.250           | 13.850     | 86.050 |
| 4                 | USA Christopher Maestas  | 14.650 | 13.200           | 14.850  | 15.100             | 13.850           | 13.650     | 85.300 |
| 5                 | PUR Luis Rivera          | 14.900 | 12.350           | 14.500  | 15.300             | 14.150           | 14.050     | 85.250 |
| 6                 | PUR Luis Vargas          | 12.800 | 13.800           | 14.400  | 15.300             | 14.250           | 14.400     | 84.950 |
| 7                 | CAN Anderson Loran       | 13.700 | 13.550           | 13.450  | 15.300             | 12.950           | 14.100     | 83.050 |
| 8                 | USA Brandon Wynn         | 12.500 | 12.250           | 15.200  | 15.250             | 13.350           | 14.100     | 82.650 |
| 9                 | CAN Hugh Smith           | 14.450 | 13.350           | 13.750  | 16.100             | 12.500           | 12.350     | 82.500 |
| 10                | ARG Federico Molinari    | 13.700 | 12.700           | 14.550  | 15.250             | 14.050           | 11.800     | 82.050 |
| 11                | CUB Ernesto Vila         | 14.500 | 12.250           | 13.550  | 15.600             | 14.650           | 11.350     | 81.900 |
| 12                | ARG Nicolás Córdoba      | 13.700 | 12.200           | 13.550  | 14.150             | 13.200           | 14.500     | 81.300 |
| 13                | CUB Carlos Campaña       | 12.900 | 12.550           | 12.750  | 14.850             | 14.400           | 13.800     | 81.250 |
| 14                | VEN Adickxon Trejo       | 12.550 | 12.200           | 13.700  | 15.550             | 12.700           | 13.250     | 79.950 |
| 15                | BRA Petrix Barbosa       | 14.050 | 13.350           | 13.450  | 15.450             | 12.100           | 11.400     | 79.800 |
| 15                | MEX Javier Cervantes     | 13.100 | 13.550           | 13.300  | 14.900             | 13.150           | 11.800     | 79.800 |
| 17                | GUA Mynor Juárez         | 12.400 | 12.250           | 12.100  | 15.000             | 12.350           | 10.300     | 74.400 |
| 18                | ECU Boris Merchán        | 12.700 | 11.150           | 11.800  | 15.000             | 11.200           | 11.000     | 72.850 |
| 19                | ESA Óscar Cañas Figueroa | 12.650 | 12.500           | 10.800  | 12.300             | 11.850           | 12.650     | 72.750 |
| 20                | PER José Carlos Quilla   | 12.800 | 9.500            | 11.500  | 14.400             | 11.850           | 11.650     | 71.700 |
| 21                | BRA Sérgio Sasaki        |        | 13.800           | 13.875  |                    |                  |            | 27.600 |
|                   | MEX Luis Alberto Sosa    |        |                  |         |                    |                  |            | DNS    |
|                   | CRC Tarik Soto Byfield   |        |                  |         |                    |                  |            | DNS    |
|                   | ECU Byron López          |        |                  |         |                    |                  |            | DNS    |